# Бранко Андрић Андрла
Бранко Андрић Андрла (Нови Сад, 9. април 1942. – Дунаујварош, 20. октобар 2005) био је српски мултидисциплинарни уметник. Бавио се музиком, писањем, филмом и цртањем стрипова. Живео је у Новом Саду и Бечу.

## Биографија

### Детињство и младост
Бранко Андрић је рођен 1942. у Новом Саду. Његов отац Бранко Андрић (1921-1942) је два месеца пре него што ће се Андрла родити, ухапшен од стране мађарских фашиста и убијен као хиљаде других жртава бачених под лед замрзнутог Дунава.
После завршетка хуманистичке гимназије (Јован Јовановић Змај) у Новом Саду, Андрић завршава Вишу школу за политичке науке у Београду и Вишу педагошку школу, смер ликовна уметност у Новом Саду. После студија је почео да пише за многобројне југословенске културне часописе (Летопис Матице српске, Студент, Књижевна реч, Индекс, Око, Ријечка ревија, Поља, Лица и др). Одржавао је многобројне књижевне вечери по целој Југославији и сарађивао је на филмовима Душана Макавејева, Желимира Жилника и Карпа Аћимовића - Године. Кратак филм „Здрави људи за разоноду“ (Litany for ideal people) Карпа Аћимовића - Године, у музичкој пратњи Бранка Андрића је добио прву награду кратког филмског фестивала у Београду и награду новинара у Оберхаусену, у Немачкој.

### Селидба у Беч
Бранко Андрић се 1972. преселио у Беч, упознао Дитера Шрагеа и учествовао у програму слободног биоскопа. Поред своје делатности цртача, почео је да пише песме на немачком („Гастарбајтерске песме“), које издаје почетком 80-тих као самоиздавач. Учествовао је у оснивању и оживљавању Бечке Арене. Његовом доприносу програму бечке арене, од 70-тих до 90-тих година припада низ књижевних вечери, и наступа групе Imperium of jazz, као и иницијализација и организација неколико музичких фестивала алтернативне музике са подручја читаве Југославије. Добија многобројне награде као нпр. Прву награду на Зирокс конкурсу за уметничку графику 1975.

### 
Крајем 70-тих година Бранко Андрић оснива групу Војвођански блуз бенд са којом неколико пута наступа у Београду и Новом Саду. Почетком 80-их напушта „Војвођански блуз бенд“ да би основао „Imperium of Jazz“ (правилно се пише са v, латинским u). У бенду су од самог почетка наступали најбољи музичари из Новог Сада. До 2005. наступало је 150 музичара у разноразним аранжманима. Познатија имена: Борис Ковач, Зоран Булатовић - Бале, Јован Торбица, Зоран Мраковић, Атила Шоти...

### Смрт
20. октобра 2005. Бранко Андрић се у једној улици у близини Дунаујварош сударио са једним „возачем који је прешао на његову страну“, и изгубио живот.
Године 2014. основан је Центар за уметност и уметничка и културна дешавања у Бечу који носи његово име.

## Истраживачки пројекти
- Писац и уметник Бранко Андрић - Андрла, 2014 - данас, Академија лепих уметности у Бечу / Институт за науку о уметности и култури, Дисертација Маг. Бранка Андрића.